# Amblyeleotris harrisorum
Amblyeleotris harrisorum är en fiskart som beskrevs av Mohlmann och Randall 2002. Amblyeleotris harrisorum ingår i släktet Amblyeleotris och familjen smörbultsfiskar. Inga underarter finns listade i Catalogue of Life.